# La Romanée

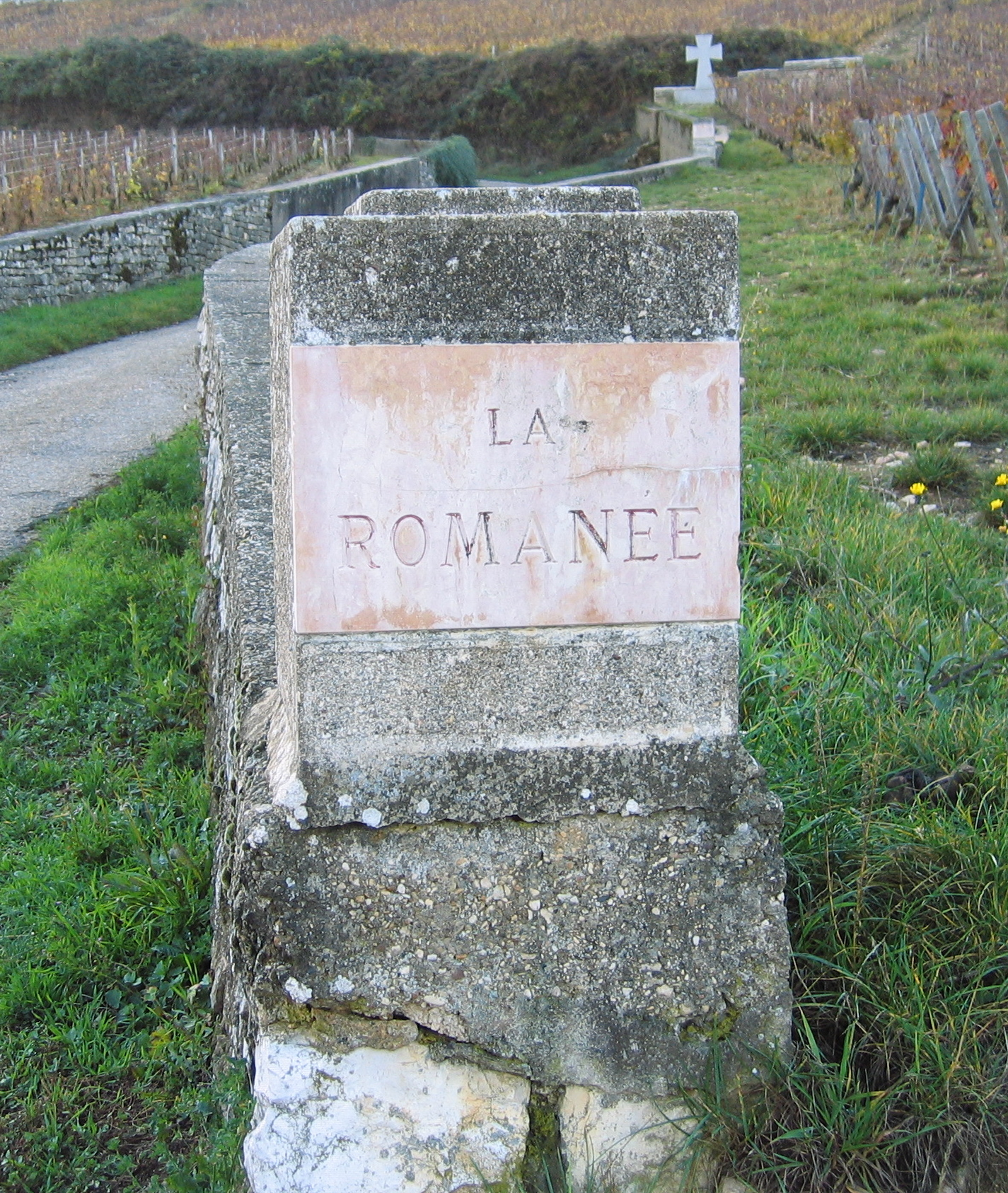
Wijngaardmarkering van La Romanée

La Romanée is de naam van een grand cru-wijngaard (gelegen in het dorp Vosne-Romanée dat tot de Côtes de Nuits (Bourgogne) behoort). De wijngaard La Romanée is slechts 85 are groot en daarmee de kleinste appellation van Frankrijk. Het is een zogenaamde "monopole", dat wil zeggen dat alleen Domaine Liger-Belair eigenaar is van deze wijngaard. La Romanée behoort tot de beste wijngaarden van de Côte-d'Or, een van een handvol met daarin Chambertin, Clos-de-Bèze,  La Romanée-Conti,  La Tâche, Les Musigny en (voor wit) Le Montrachet.
De wijngaard ligt direct boven "La Romanée-Conti". De wijnstokken in de wijngaard vormen een vierkant en staan op 275 tot 300 meter hoogte onder een flinke hellingshoek. De bodemstructuur is gelijk aan die van "La Romanée-Conti", enig limono-argileux in het zand, vermengd met kiezelstenen en verbrokkelde kalkstenen keien, dit alles op een rulle, pulverige kalkstenen rots. De bovenste grondlaag is dun. Door een opmerkelijke welving is het vrijwel onmogelijk met een tractor door de wijngaard te rijden, waardoor veel werk met de hand moet worden gedaan. Doordat de wijnstokken nooit gedesinfecteerd zijn, zijn ze heel kwetsbaar en vragen veel tijd en aandacht gedurende de vegetatiecyclus.

## Geschiedenis

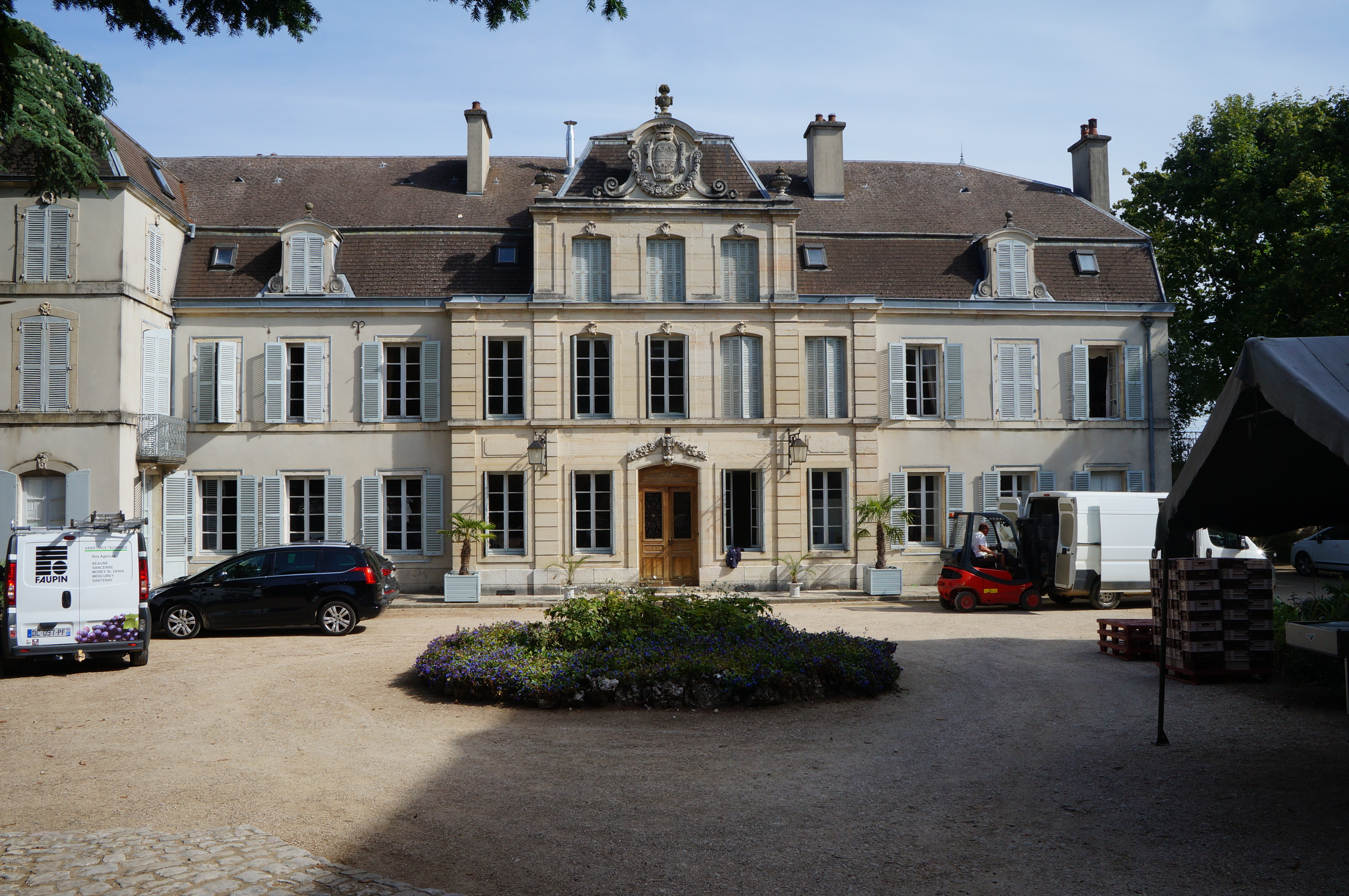
Kasteel Domaine Liger-Belair

Er wordt nu algemeen aangenomen dat de wijngaard nooit onderdeel is geweest van de naastliggende wijngaard "La Romanée-Conti", die voordat Lodewijk Frans I van Bourbon-Conti (prince de Conti) die wijngaard kocht, ook "La Romanée" heette. In die periode was de huidige "La Romanée" een lieu-dit die "Aux Échanges" of "Aux Changes" heette, waarvan een deel behoorde tot "Les Richebourgs". Op een kaart die in 1760 voor de "prince de conti" werd vervaardigd, kan men zien dat deze was onderverdeeld in 6 percelen, variërend van één ouvrée (4 are) tot één journal (30 are). Ander materiaal duidt erop dat deze onderverdeling ook in de periode voor 1760 werd gehanteerd.
Een van de opeenvolgende eigenaars was een zekere Madame Lamy de Samery. Zij was de eigenaar van dat ene ouvrée. Haar kinderen emigreerden om aan de Franse Revolutie te ontsnappen en toen Madame in 1797 overleed, werd het stukje land geconfisqueerd en te koop aangeboden. Het werd gekocht door twee wijnhandelaren uit Dijon, de heren Viénot-Rameau en Bruet-Crétinet. Drie jaar later ging het eigendom over op Nicolas-Guillaume Basire. Hij was de schoonvader van een generaal van Napoleon, Louis Liger-Belair, die op zijn beurt het land kreeg bij zijn trouwen in 1815. Gedurende de daarop volgende 12 jaar verwierf de generaal langzaam maar zeker alle kleine stukjes van de lieu-dit. Dit declareerde hij in juli 1827 in het landregister in het stadhuis van Vosne-Romanée als "La Romanée".
De daarop volgende eeuw was "La Romanée" een van de sterren in het bezit van het domein Liger-Belair, dat op dat moment ook "La Tâche" in bezit had, ook verkregen van Basire, die dit op zijn beurt weer had gekocht van Viénot-Rameau. In 1852 had de familie Liger-Belair een handelshuis opgezet met Félix-Marey, de schoonvader van Louis-Charles, de zoon van de generaal.
De Eerste Wereldoorlog en de daarop volgende depressie troffen de familie Liger-Belair hard, waardoor zij in 1933 gedwongen werden de prestigieuze wijngaarden te verkopen. Bovendien waren er erfeniskwesties. "La Tâche" werd gekocht door Edmond Gaudin de Villaine en Jacques Chambon van Domaine de la Romanée-Conti. La Romanée werd gekocht door een familielid van de familie: Just Liger-Belair, een priester. Hoewel de wijnstokken werden verbouwd door andere wijnboeren op basis van een gebruikelijke leaseconstructie, had priester Just een actieve belangstelling in zijn wijngaarden en zorgde hij ervoor dat de wijngaarden die verwaarloosd waren, werden herplant na de Tweede Wereldoorlog.
"La Romanée" werd verzorgd en gevinifieerd door de wijnboeren van de familie Forey. Verschillende handelshuizen hebben de wijnen verhandeld, zoals de neven met handelshuis Maison Liger-Belair, Delaunay, Thomas-Bassot, Leroy (Henri Leroy wilde La Romanée zelfs kopen) en toen Bichot. Uiteindelijk werd de wijn vermarkt door Bouchard Père et fils, toen Bernard Bouchard trouwde met Milla, de zuster van de priester.
Toen de priester stierf, werd de wijngaard, samen met enkele andere wijngaarden, zoals de premier cru "Les Reignots" en de village "Clos du Château", geërfd door zijn neef, vicomte Henri, die net als zijn voorvader generaal was. Momenteel is de wijngaard in handen van de zoon van Henri, Louis-Michel, die in 2000 het Domaine de Liger-Belair startte. In 2002 bracht hij voor het eerst onder zijn eigen label "La Romanée" op de markt, maar dit was slechts de helft van de opbrengst van de wijngaard, want Bouchard had tot en met de oogst van 2004 het recht op de andere helft van de oogst.